# Corvara
Corvara (alemany Corvara, italià Corvara in Badia) és un municipi italià, dins de la província autònoma de Tirol del Sud. És un dels municipis del vall de Gran Ega (Ladínia). L'any 2007 tenia 1.266 habitants. Es divideix en les fraccions de Calfosch (Colfosco, Kolfuschg) i Pescosta. Limita amb els municipis de Badia, Canazei (Trento), Livinallongo del Col di Lana (Belluno), San Martin de Tor i Sëlva.

## Situació lingüística
| Pertinença lingüística (cens 2001) | 4,58% alemany |
| Pertinença lingüística (cens 2001) | 4,42% italià  |
| Pertinença lingüística (cens 2001) | 91,00% ladí   |

## Administració
| Període | Identitat             | Partit |
| ------- | --------------------- | ------ |
| 2004-   | Francesco Pedratscher | SVP    |

## Esports
Corvara ha estat diverses vegades etapa del Giro d'Itàlia:
- 1989 (3 de juny): 14^ etapa, guanyada per Flavio Giupponi.
- 1992 (5 de juny): 12^ etapa, guanyada per Franco Vona.
- 1993 (5 de juny): 13^ etapa, guanyada per Moreno Argentin.
- 1993 (6 de juny): 14^ etapa, guanyada per Claudio Chiappucci.
- 2002 (29 de maig): 16^ etapa, guanyada pel mexicà Julio Perez Cuapio.
- 2016 (21 de maig): 14^ etapa, guanyada pel colombià Esteban Chaves.

És coneguda sobretot com una de les més grans localitats d'esquí italianes, ja que als Dolomites hi comprèn 130 km de pistes i 52 estacions.

## Galeria fotogràfica

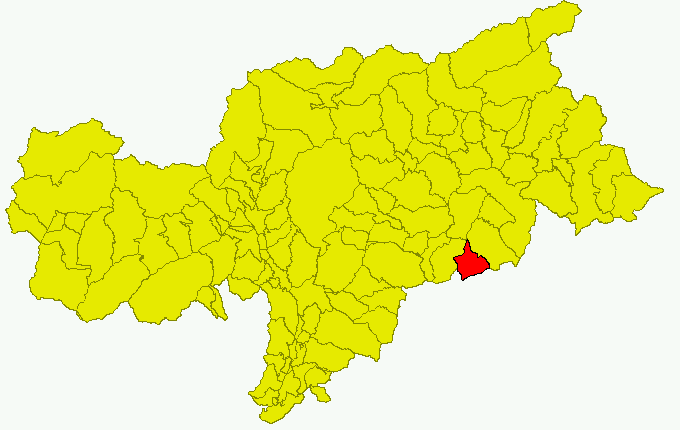
Territori comunal

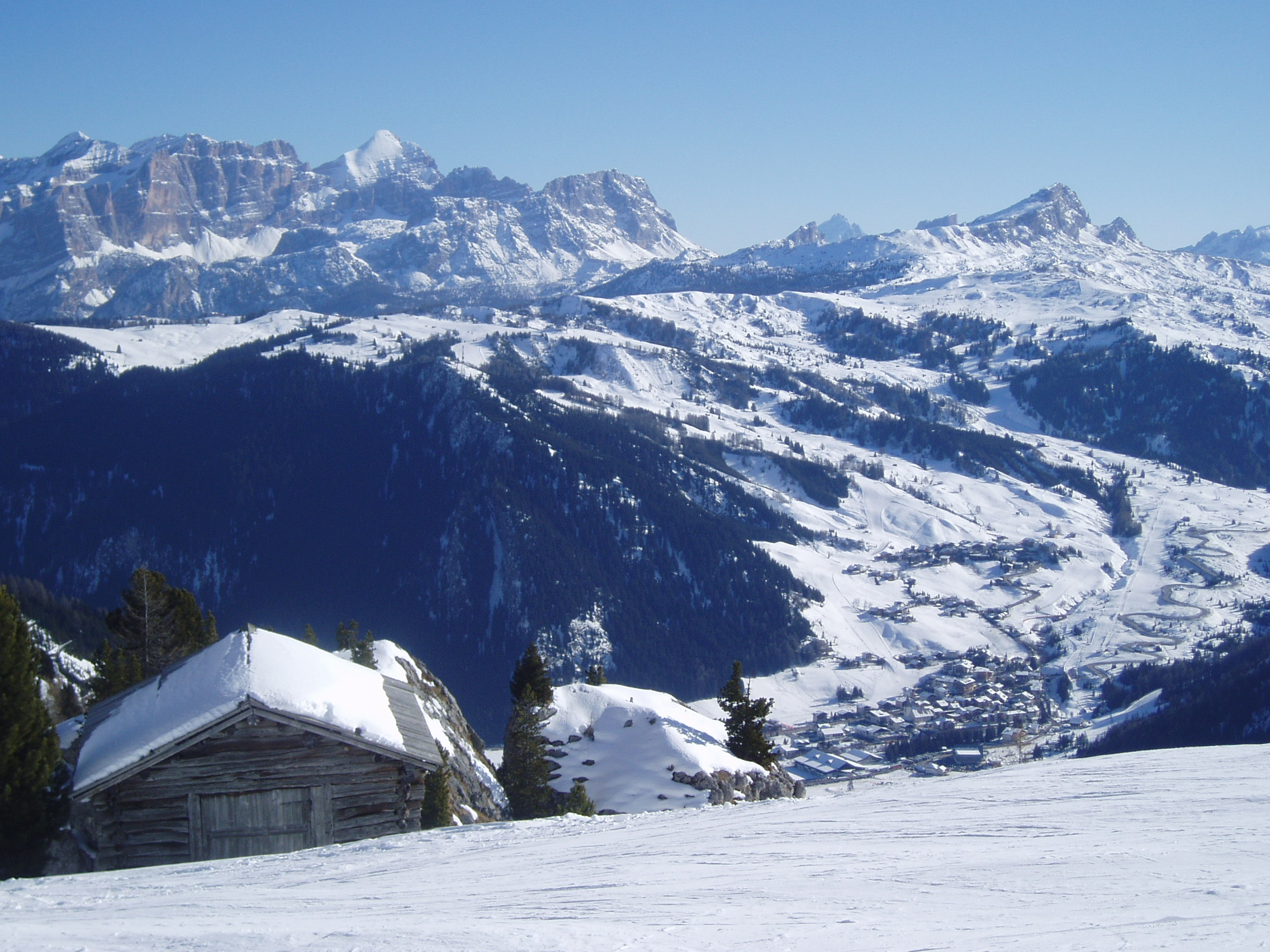
Corvara vista de Calfosch
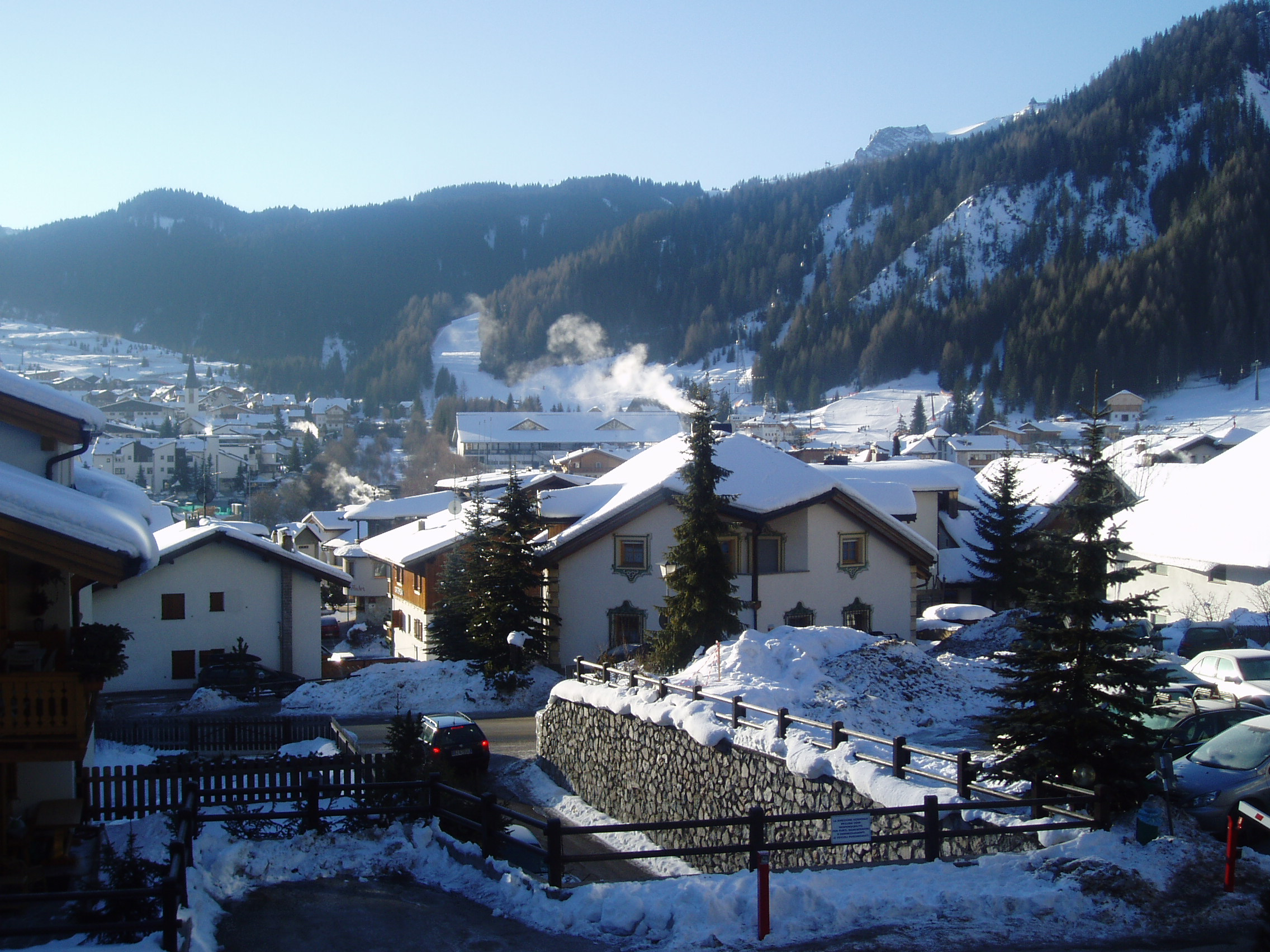
Corvara
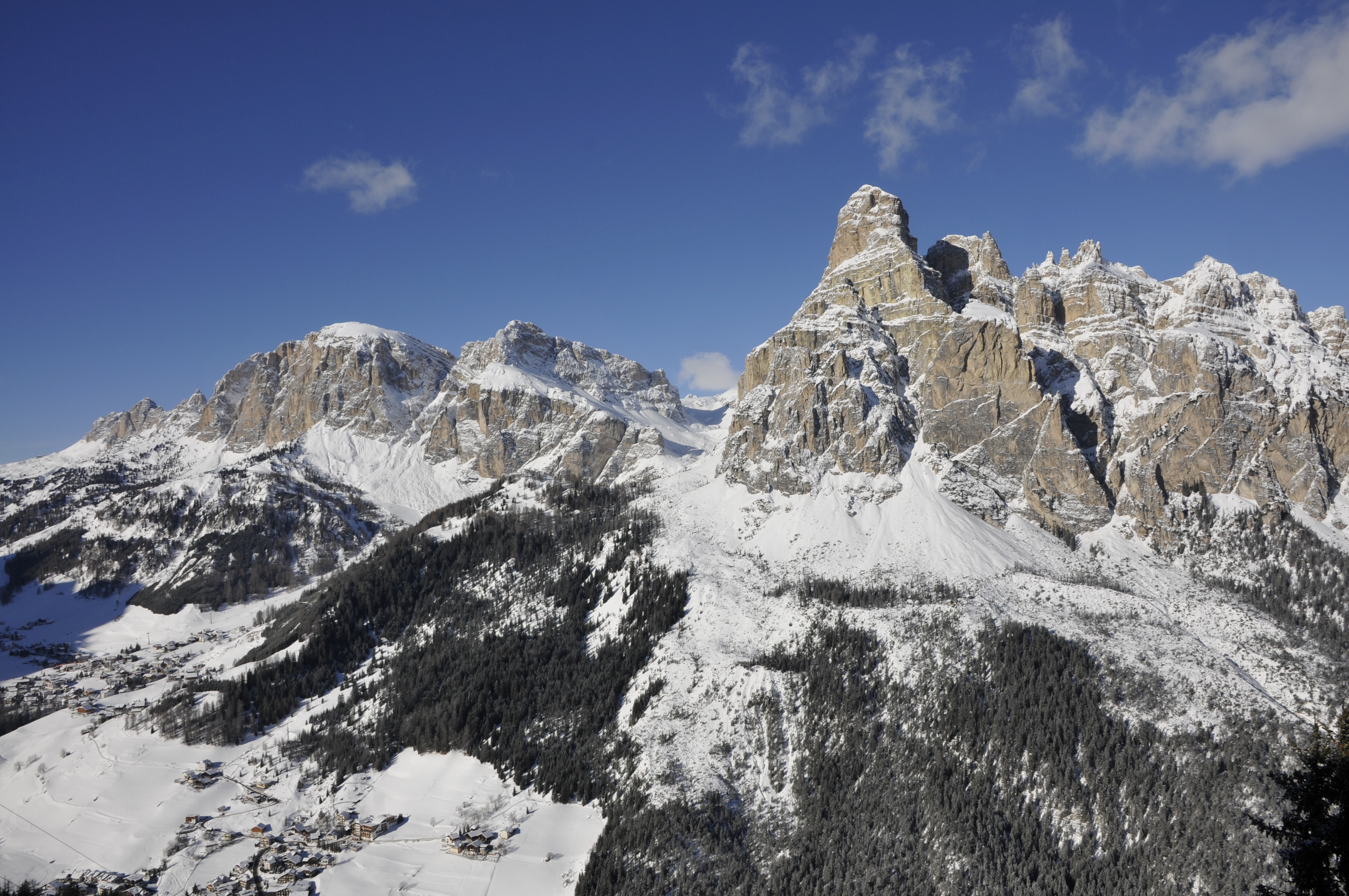
Piz Ciampac Sassongher